# Белатрикс Лестранж
Белатрикс Лестранж (на английски: Bellatrix Lestrange) е героиня от поредицата романи за „Хари Потър“ на британската писателка Джоан Роулинг

## Биография
За пръв път тя се появява в „Хари Потър и Огненият бокал“ в глава тридесета – „Мислоемът“, по време на процеса след който е изпратена в затвора „Азкабан“.
Описана е като: „...жена с гъста лъскава тъмна коса и дълги мигли...“.
Тя е сестра на Нарциса Малфой и Андромеда Тонкс и е братовчедка на Сириус Блек и леля на Нимфадора Тонкс и Драко Малфой. Учи в дома Слидерин по едно и също време с Луциус Малфой, Сивириъс Снейп, братовчед си Сириус Блек, братята Рабастан и Родолфус Лестранж.
Омъжва се за един от приятелите си в училище – Родолфус Лестранж.
Някогашната ѝ красота се стопява в „Азкабан“, смятана за един от най-яростните и верни поддръжници на лорд Волдемор и по обвинение в използване на забраненото проклятие „Круциатус“ срещу съпрузите Лонгботъм.
След бягството си, в книгата – „Хари Потър и Орденът на феникса“, Белатрикс се присъединява към фанатичния си господар лорд Волдемор и малко след това убива братовчед си Сириус Блек с „Авада Кедавра“ и той пада през завесата на Арката в Стаята на смъртта. Убива също домашното духче Доби и Нимфадора Тонкс и Ремус Лупин.
Убита е от Моли Уизли в седмата част от поредицата, по време на битката за Хогуортс.
В книгата „Хари Потър и Прокълнатото дете“ се споменява че Белатрикс има дъщеря от Волдемор, която е родена в имението „Малфой“ преди Битката за „Хогуортс“. Нейното име е Делфина (Делфи)

## Филми
В поредицата от филми за Хари Потър ролята на Белатрикс е била поверена на актрисата Хелън Маккрори, но заради бременността на Макрори е изиграна от Хелена Бонам Картър, а Макрори – сестрата на Белатрикс – Нарциса Малфой.